# Gatcombe
Gatcombe är en by i Storbritannien.   Det ligger i grevskapet Isle of Wight och riksdelen England, i den södra delen av landet, 130 km sydväst om huvudstaden London. Gatcombe ligger på ön Isle of Wight. Byn nämndes i Domedagsboken (Domesday Book) år 1086, och kallades då Gatecombe.